# Bâtiment industriel Mozinor
Le bâtiment industriel Mozinor (contraction de « Montreuil Zone Industrielle Nord ») est une usine verticale conçue et réalisée au début des années 1970 par les architectes Claude Le Goas et G.-P. Bertrand dans la ville de Montreuil dans le département de la Seine-Saint-Denis en région Île-de-France. Le créateur de vidéo Mozinor a repris le nom de ce bâtiment comme pseudonyme.

## Historique

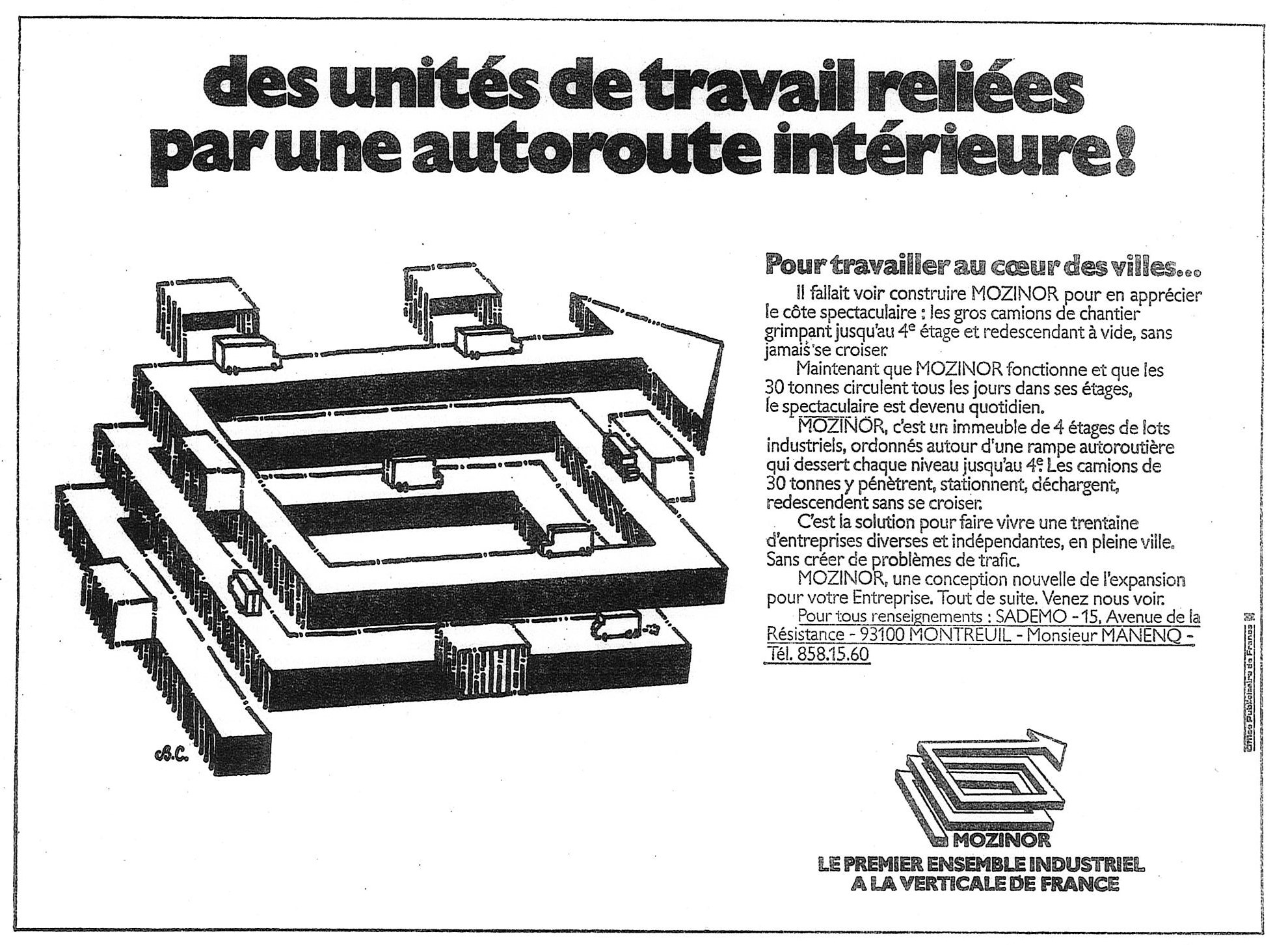
Publicité pour Mozinor publiée dans les journaux nationaux français autour de 1976

En 1963, la ville de Montreuil avait envisagé de créer la première zone industrielle verticale d'Europe. Pour cela, elle a fait appel à Claude Le Goas, qui avait déjà travaillé pour la ville pendant 30 ans. Dans son projet, il conçoit une série de locaux industriels placés les uns sur les autres et desservis par une autoroute intérieure en forme de double rampe hélicoïdale pour permettre à des camions de jusqu'à 38 tonnes d'accéder à tous les étages. Cette voie constitue l'une des caractéristiques les plus marquantes du bâtiment.
La cité industrielle verticale offre également 42 000 m2 de locaux d'activités, une terrasse panoramique et un projet de restaurant d'entreprise (dit lot 38, prévu dans le plan d'origine), qui après avoir été un temps transformé en boîte de nuit, abrite aujourd'hui des ateliers d'artistes. Les 38 lots font en moyenne 6,30 mètres de hauteur sous plafond et une surface de 100 à 2 700 mètres carrés.

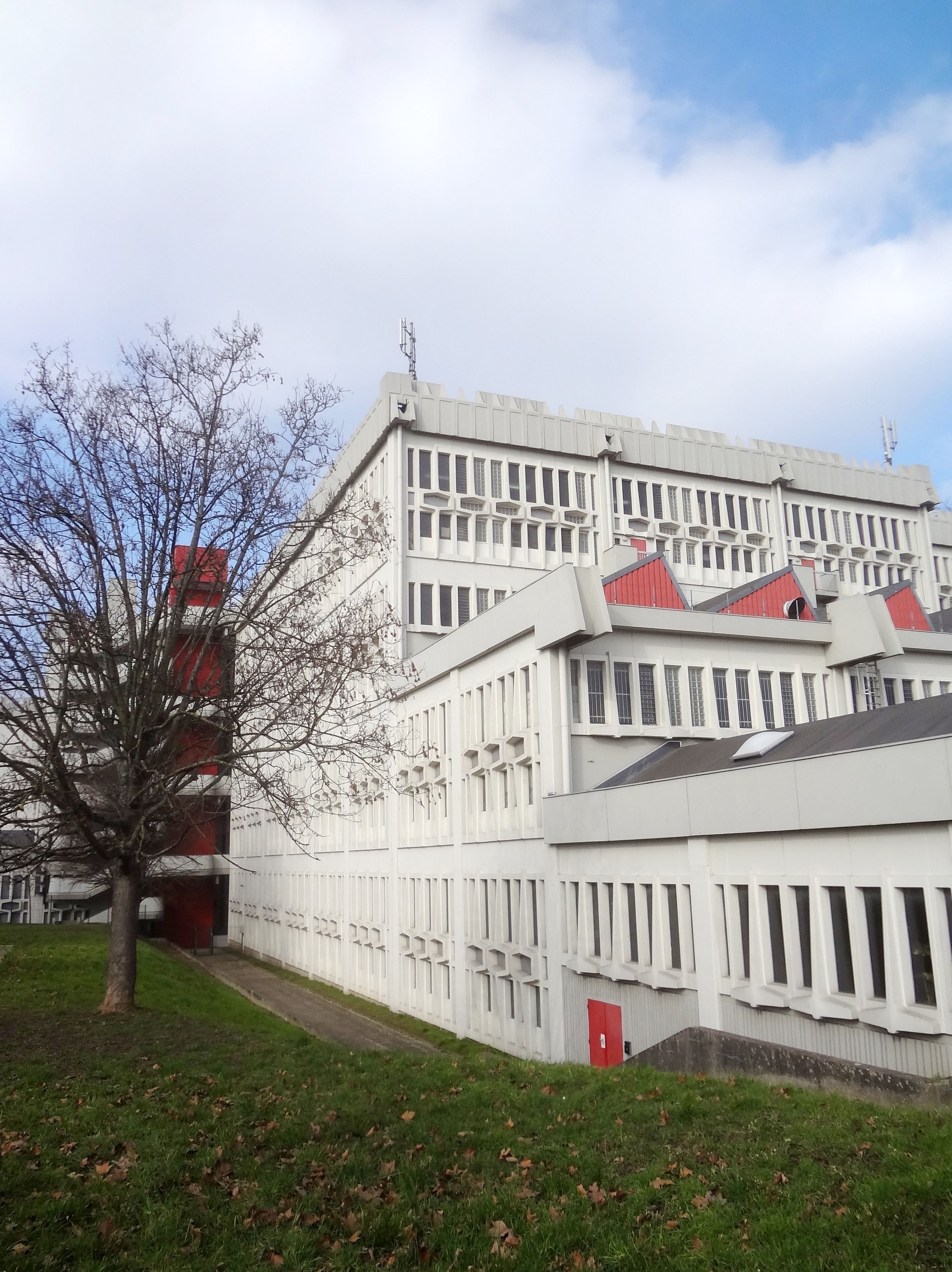
Mozinor en fevrier 2015.

Le bâtiment actuel, construit en 1971, était la première phase (dite Mozinor 1) d'un projet de plus grande ampleur (sur 1 km de long), visant à réindustrialiser le plateau de Montreuil. Cependant, les phases 2 et 3 n'ont jamais vu le jour. Conçu à partir d'une ossature en béton armé classique, la revue spécialisée La Construction moderne salue en 1977 « cette impressionnante construction, dont le style s'insère harmonieusement dans l'urbanisme environnant ».
Dans les années 1980 et 1990, le toit du bâtiment a été l'endroit où se sont déroulées les premières rave parties en France. Dans les soirées Cosmos Fact, les danseurs venaient écouter les DJs de musique techno et house à l'intérieur du lot 38, de forme ovale, surnommé la soucoupe volante. Selon Luc Bertagnol, organisateur des soirées, « À l’intérieur, une rampe montait en colimaçon le long des parois, on avait l’impression d’être dans un œuf avec des gens du sol au plafond. La capacité était d’environ 1 800 personnes, c’était impressionnant. On avait installé 20 kilos de son, des lumières indirectes qui jouaient sur de grands tissus découpés. »
Après un passage à vide dans les années 2000, en 2013 l'occupation du bâtiment était presque complète, accueillant 450 travailleurs employés par une soixantaine d'entreprises. Le profil de ces occupants est assez diversifié, alliant des fabricants et des concepteurs.
Sur le toit se trouve le siège de l'Écodesign Fablab (premier fablab du département, dans lequel les chutes et les déchets des autres enseignes du bâtiment sont ré-employés). Un jardin urbain suspendu de deux hectares avec des arbres a aussi été planté, cet espace ayant été prévu pour être végétalisé dès le début. Depuis la destruction de  l'A186en vue de construire une ligne de tramway , Mozinor dispose d'une moins bonne desserte routière.